# Cal Moreró
Cal Moreró és una casa de Sant Cugat Sesgarrigues (Alt Penedès) inclosa a l'Inventari del Patrimoni Arquitectònic de Catalunya.

## Descripció
Casa entre mitgeres que fa cantonada i compta amb planta baixa i dos pisos. La planta baixa té dues portes i dues finestres. El primer pis té tota una línia de balcons i el segon pis diverses finestres balconeres. La façana compta amb diversos elements ornamentals a base de garlandes de flors i fulles, a la zona superior (sota la cornisa), i una sèrie de llaços amb elements vegetals tot coronant les llindes dels balcons del primer pis.
Al primer pis, entre dues de les portes del balcó corregut, hi ha un plafó ornamentat que té esculpida la data 1917.

## Història
A la façana, sobre un plafó ornamentat situat entremig de dues de les portes del balcó corregut, hi ha la data 1917, que possiblement correspon a la data de construcció de l'edifici.